# Neoarius taylori
Neoarius taylori és una espècie de peix de la família dels àrids i de l'ordre dels siluriformes.

## Morfologia
Els mascles poden assolir els 40 cm de llargària total.

## Alimentació
Menja fruites carnoses de plantes terrestres i insectes terrestres.

## Distribució geogràfica
Es troba a Papua Nova Guinea.